# Marc Overmars
Marc Overmars, född 29 mars 1973 i Emst i Nederländerna, är en nederländsk före detta fotbollsspelare. Overmars spelade oftast på vänster sida av mittfältet. Han är känd för sin snabbhet och kallas ibland för Roadrunner, engelska för Hjulben, eller helt enkelt för meep-meep, efter ljudet som Hjulben gjorde i filmerna.

## Klubbkarriär
Overmars spelade först för en liten nederländsk klubb som heter SV Epe innan han gick med i Go Ahead Eagles. Senare gick han till Willem II för 200 000 pund och under säsongen 1991/1992 köptes han av storklubben Ajax, som han stannade hos i fem säsonger.
Det var hos Ajax som Overmars fick sitt stora genombrott under ledning av Louis van Gaal. Han var med då de vann Europacupen 1995 efter finalen mot italienska AC Milan. Han skadade sitt högra knä 1996 som gjorde att han inte kunde delta vid EM 1996. Trots skadan skrev han under sommaren 1997 på kontrakt för Arsène Wengers Arsenal. Med Arsenal gjorde han viktiga mål, bland annat ett i FA-cupfinalen 1998 och det enda målet i Arsenals 1–0-vinst mot Manchester United som gjorde att de vann både cupen och ligan.
Under sommaren 2000 flyttade Overmars till spanska storklubben FC Barcelona för 39,6 miljoner euro, vilket gjorde honom till den dittills dyraste nederländska fotbollsspelaren i historien. Övergången blev även den första i historien att meddelas genom spelarens hemsida.
Trots motgångar under första säsongen i Barcelona imponerade han fortfarande i sitt spel med åtta mål på 31 matcher. Han var ofta med i Barcelonas startelva under Champions League 2001/2002, där han gjorde ett mål på tio matcher när laget tog sig till semifinal, där det dock tog stopp.
Den 10 augusti 2008 chockade Overmars alla genom att meddela sin comeback inom fotboll.

## Landslagskarriär
24 februari 1993 gjorde Overmars sin debut för Nederländernas landslag i en match mot Turkiet. Han lyckades så bra i landslaget att han vid VM 1994 redan hade blivit given i truppen.
Vid VM 1998 tog han tillsammans med landslaget sig till semifinalen mot Brasilien. Han var en av de bästa nederländska spelarna under turneringen, men ådrog sig en skada i andra matchen mot Jugoslaviens landslag (numera Serbien). Det gjorde att han inte kunde spela nästföljande match mot Argentina, men trots det byttes han in i slutskedet av matchen. Hans skada blev värre efter matchen och kunde därför inte spela under matchen mot Brasilien, som Nederländerna förlorade efter straffläggning. Han blev dock frisk nog att spela i bronsmatchen mot Kroatien, men förlorade med 1–2.
Overmars spelade sammanlagt 86 matcher för landslaget och gjorde 17 mål och blev den yngste spelaren att någonsin spela 50 landskamper för Nederländerna. Hans sista landskamp var förlusten mot värdnationen Portugal i EM 2004. Hans knäskada verkade inte bli bättre och efter att ha hört läkarnas råd meddelade han 26 juli 2004 att han slutar spela proffsfotboll.
Under sin karriär utsågs han till Nederländernas bästa fotbollsspelare två år i rad, 1992 och 1993.

## Meriter
- Champions League: 1995
- Premier League: 1998
- FA-cupen: 1998
- Nederländernas bästa fotbollsspelare: 1992, 1993